# Feed the Fire (альбом Бетти Картер)
Feed the Fire — концертный альбом американской джазовой певицы Бетти Картер, выпущенный в 1994 году на лейбле Verve Records. Альбом был записан в лондонском Royal Festival Hall во время европейского турне Картер. Это был первый концертный альбом Картер с Droppin’ Things (1990), и её единственный альбом, записанный за пределами Соединённых Штатов. Аудиозапись концерта была записана BBC и составила 105 минут. Картер решила выпустить только десять из четырнадцати исполненных мелодий, а выпущенный концерт занял менее часа музыки.
Картер, которая на этом этапе своей карьеры работала преимущественно с молодыми музыкантами, аккомпанировала известному трио в составе пианистки Джери Аллен, басиста Дейва Холланда и барабанщика Джека Де Джонетта. Год спустя трио воссоединилось с Картер для выступления на джазовом фестивале в Сан-Франциско, а после смерти Картер — для альбома Аллен 2004 года The Life of a Song.
Альбом достиг 18-го места в джазовом чарте журнала Billboard .

## Отзывы критиков
| Оценки критиков                            | Оценки критиков |
| Источник                                   | Оценка          |
| ------------------------------------------ | --------------- |
| AllMusic                                   | [ 6 ]           |
| Encyclopedia of Popular Music              | [ 7 ]           |
| MusicHound Jazz: The Essential Album Guide | [ 8 ]           |
| The Rolling Stone Jazz & Blues Album Guide | [ 9 ]           |

В своем обзоре для AllMusic Даниэль Джоффре поставил альбому две с половиной звезды из пяти. Джоффре похвалил аккомпаниаторов Картер, описав «…безошибочное чувство мелодии и высоты тона» Дейва Холланда, Джека Де Джонетта как «…не что иное, как взрывное, подчеркивающее сольные выступления своих товарищей по группе мощными порывами», и сравнил Джери Аллен с коллегой-пианистом Китом Джарреттом, похвалив её соло в «Love Notes». Джоффре написал, что у Картер «…вокальные импровизации сравнимы с любыми инструменталистами», и описал её «…танцующую под музыку с безупречной фразировкой, низко опускающуюся в своём регистре пунктуации» в «Любимом мужчине» как «…пьянящий, гипнотизирующий материал». Джоффре приберег критику за длину некоторых треков и за то, что «…качество самой музыки имеет тенденцию немного меняться». В журнале New York Magazine назваи альбом «обращением с джазовым вокалом вживую», а Картер — «вероятно, самой подвижной джазовой певицей из ныне живущих». Рецензент Billboard: «Пожалуй, самая новаторская и влиятельная джазовая вокалистка на сегодняшний день подтверждает свою легендарность на этом концерте». В журнале Cash Box написали: «Картер — это инструмент, и она всегда высоко ценила молодых музыкантов, которые привносят свежую энергию в ее бесчисленные острые интерпретации стандартных и новых композиций». Ховард Райх из Chicago Tribune заявил, что альбом «запечатлел певицу в лучшем виде», и отметил, что участники группы «обеспечивают атмосферное сопровождение, чутко реагируя на подвижные импровизации Картер». Майкл Дж. Уэст из JazzTimes высоко оценил вклад Аллен в заглавный трек, который она написала. Он прокомментировал: «Нет ничего лучше, чем слышать, как она играет с мастером-вокалистом… Аллен почти полностью остается внутри, работая с Картер; несмотря на это, остается открытым вопрос, кто кого ведет… энергия электрическая и размашистая… первоклассно». Стив Дэй, пишущий для Sandy Brown Jazz, заметил: «Каждый трек — бриллиант, „I’m All Smiles“ и „Feed the Fire“ исключительно. Это выступления, в которых звучит правда музыки».

## Список композиций
1. «Feed the Fire» (Джери Аллен) — 11:20
2. «Love Notes» (Бетти Картер, Марк Зубек) — 7:11
3. «Sometimes I’m Happy» (Ирвинг Сизар, Клиффорд Грей, Винсент Юманс) — 3:33
4. «Lover Man (Oh Where Can You Be?)» (Джимми Дэвис, Рэм Рамирес, Джимми Шерманn) — 9:13
5. «I’m All Smiles» (Майкл Леонард, Герберт Мартин) — 5:26
6. «If I Should Lose You» (Ральф Рейнджер, Лео Робин) — 6:24
7. «All or Nothing at All» (Артур Альтман, Джек Лоуренс) — 8:11
8. «What Is This Tune?» (Бетти Картер, Джек ДеДжонетт) — 7:20
9. «Day Dream» (Дюк Эллингтон, Джон Ла Туш, Билли Стрейхорн) — 12:08
10. «B’s Blues» (Бетти Картер) — 2:21

## Участники записи
Музыканты
- Бетти Картер — вокал, исполнительный продюсер
- Джери Аллен — фортепиано (1-6, 9, 10)
- Дейв Холланд — контрабас (1-5, 7, 9, 10)
- Джек Де Джонетт — барабаны (1-5, 8-10)

Продакшн
- Патрисия Ли — художественный руководитель
- Джеймс Биртуисл — звукорежиссёр
- Макдэвид Хендерсен — иллюстрации
- Рич Кук — примечания
- Эндрю Потекари — фото
- Камилла Томинаро — координатор постпродакшна
- Ричард Зайдель — продюсер
- Бен Манди — менеджер по продукту

Все данные взяты из примечаний к альбому.

## Чарты
| Чарт (1994)                     | Высшая позиция |
| ------------------------------- | -------------- |
| США (Billboard Top Jazz Albums) | 18             |